# 韦尼格罗德伯国
韦尼格罗德伯国（英語：County of Wernigerode）是一个神圣罗马帝国的邦国。兴于前萨克森公国的哈兹高地区，位于哈兹山脉的北麓。首都设在韦尼格罗德，现在是德国萨克森-安哈尔特州的一部分。从1429年起，该伯国由斯托贝格家族的一个分支统治，直到1806年归属于普鲁士王国。尽管如此，该伯国仍然存在（仅有一次短暂的中断)直到1918年普鲁士王国解体。